# Городище (острів)
Городище, Томакíвка, Томаківський, Буцький — острів на Дніпрі на південному заході сучасного міста Марганця, за 66 км вниз по течії від острова Хортиця. Тут існувала друга (або перша) Запорозька (Томаківська) Січ. На Городищі знаходиться район міста Марганця, що зветься просто Острів.
На північ від острову знаходиться давнє селище Городище з якого почався Марганець, що є його сучасною західною околицею.
Острів є другим за величиною островом на Дніпрі після Хортиці.
Річка Томаківка, права притока Дніпра, протікаючи біля острова із східного боку, ділилась на два рукави. Один із них зливався з протокою Дніпра Ревуном, що обминав острів з півночі, й другий — з протокою Дніпра — Річищем, що омивало острів з півдня. За словами Лясоти, всі три річки називалися також Томаківками.
На карті 18 сторіччя сучасна річка Томаківка означена Маківка.
На Городищі, ймовірно, з 1540-вих років до 1593 р. перебував Кіш Запорізької Січі.
Перший замок-укріплення на Городищі був поставлений власним коштом Дмитром Вишневецьким (Байдою). Для сполучення між островами, він перший почав виготовляти чайки з шкіри турів та використовувати їх для сполучення між островами[джерело?].

За словами Марціна Бєльського: 
|  | на південь від острова Хортиці був розташований інший острів, що зветься Томаківкою, на якому найчастіше живуть низові козаки і який становить для них, по суті, наймогутнішу фортецю на Дніпрі |

.

За Олександром Гваньїні: 
|  | За 40 миль від Києва, між порогами знаходиться о. Кохання, який простягається на кілька миль, біля нього знаходяться два броди: Кременецький і Кузьминський, якими татари переправляються через Дніпро. Близько біля нього знаходиться о.Хортиця, на якому жив Вишневецький. Нижче о. Хортиця в Дніпро впадає р. Тисмениця (44 милі). На третьому острові Томаківці, найбільше жило низових козаків, навпроти цього острова в Дніпро впадає дві річки, які витікають з Чорного лісу: Фесин і Тисмінь |

Острів Городище, що височів над околицею, був чудовим природним укріпленням. Боплан, проїжджаючи біля нього в 1637 році, писав: 
|  | Томаківка … острів близько однієї третини милі в діаметрі, напівкруглий і високий, нагадував півкулю, весь порослий лісом; стоячи на ньому, видно всю течію Дніпра від Хортиці до Тавані |

Самійло Зборовський, відвідавши Томаківку в другій половині XVI століття, переказував: 
|  | Цей острів такий широкий, що там можна розташувати 20 тисяч людей і чимало коней |

Дослідники другої половини XIX століття І. Карелін та Л. Падалка, описуючи Томаківку, зазначають: 
|  | над Річищем острів досить високий — 70 сажень — і урвистий, аз інших боків похилий і займає десь зо 300 га. Ґрунт його кам'янистий, а на схилах можна побачити значне оголення вапна. |

В примітках до видання «Опису України» Боплана російською мовою говориться, що окружність острова дорівнює 6 км, а поверхня — 350 га).
Пізніше Томаківка мала назви о. Буцький (від Буц — втікач), о. Дніпровський, о. Городище. Територія Томаківки частково залита водами Каховського моря.
Нині на території острова на горі розташований колгоспний сад, а біля Дніпра — район м. Марганцю — Острів.